# Campeonato da Europa de Atletismo de 2012 - Decatlo masculino
A prova do decatlo masculino do Campeonato da Europa de Atletismo de 2012 foi disputada entre os dias 27 e 28 de junho de 2012 no Estádio Olímpico de Helsinque em Helsinque,  na Finlândia. 

## Recordes
Antes desta competição, os recordes mundiais e do campeonato nesta prova eram os seguintes:
|                       | Nome           | Nacionalidade  | Pontos | Local     | Data                 |
| --------------------- | -------------- | -------------- | ------ | --------- | -------------------- |
| Recorde mundial       | Ashton Eaton   | Estados Unidos | 9039   | Eugene    | 23 de junho de 2012  |
| Recorde do campeonato | Daley Thompson | Reino Unido    | 8811   | Estugarda | 28 de agosto de 1986 |
| Recorde europeu       | Roman Šebrle   | Chéquia        | 9026   | Götzis    | 27 de maio de 2001   |

## Medalhistas
| Ouro                     | Prata                  | Bronze                |
| Pascal Behrenbruch (GER) | Oleksiy Kasyanov (UKR) | Ilya Shkurenyov (RUS) |

## Cronograma
Todos os horários são locais (UTC+3).
| Data        | Horário | Fase                     |
| ----------- | ------- | ------------------------ |
| 27 de junho | 9:10    | 100 metros               |
| 27 de junho | 10:35   | Salto em distância       |
| 27 de junho | 12:15   | Arremesso de peso        |
| 27 de junho | 13:40   | Salto em altura          |
| 27 de junho | 19:10   | 400 metros               |
| 28 de junho | 9:00    | 110 metros com barreiras |
| 28 de junho | 9:45    | Arremesso de disco       |
| 28 de junho | 12:40   | Salto com vara           |
| 28 de junho | 16:25   | Lançamento de dardo      |
| 28 de junho | 19:30   | 1500 metros              |

## Resultados

### 100 metros
| Posição | Bateria | Raia | Atleta               | Nacionalidade | Tempo | Notas                | Pontos |
| ------- | ------- | ---- | -------------------- | ------------- | ----- | -------------------- | ------ |
| 1       | 1       | 3    | Oleksiy Kasyanov     | Ucrânia       | 10.57 |                      | 959    |
| 2       | 4       | 6    | Dominik Distelberger | Áustria       | 10.80 | Recorde da temporada | 906    |
| 3       | 1       | 6    | Mihail Dudaš         | Sérvia        | 10.81 |                      | 903    |
| 4       | 4       | 1    | Pelle Rietveld       | Países Baixos | 10.85 | Recorde da temporada | 894    |
| 5       | 3       | 3    | Pascal Behrenbruch   | Alemanha      | 10.93 | Recorde da temporada | 876    |
| 5       | 3       | 7    | Cédric Nolf          | Bélgica       | 10.93 | Recorde pessoal      | 876    |
| 7       | 4       | 5    | Adam Helcelet        | Chéquia       | 10.96 |                      | 870    |
| 8       | 3       | 4    | Ilya Shkurenyov      | Rússia        | 10.98 | Recorde pessoal      | 865    |
| 9       | 2       | 3    | Björn Barrefors      | Suécia        | 11.02 | Recorde pessoal      | 856    |
| 9       | 4       | 2    | Petter Olson         | Suécia        | 11.02 |                      | 856    |
| 11      | 4       | 7    | Mathias Brugger      | Alemanha      | 11.04 |                      | 852    |
| 12      | 3       | 2    | Ashley Bryant        | Grã-Bretanha  | 11.08 |                      | 843    |
| 12      | 4       | 4    | Norman Müller        | Alemanha      | 11.08 |                      | 843    |
| 14      | 2       | 5    | Kevin Mayer          | França        | 11.10 | Recorde pessoal      | 838    |
| 15      | 2       | 6    | Einar Daði Lárusson  | Islândia      | 11.11 | Recorde pessoal      | 836    |
| 16      | 3       | 1    | Igor Šarčević        | Sérvia        | 11.15 |                      | 827    |
| 17      | 2       | 7    | Gaël Quérin          | França        | 11.17 | Recorde da temporada | 823    |
| 17      | 4       | 3    | Artem Lukyanenko     | Rússia        | 11.17 |                      | 823    |
| 19      | 2       | 2    | Sami Itani           | Finlândia     | 11.19 | Recorde pessoal      | 819    |
| 19      | 2       | 4    | Roman Šebrle         | Chéquia       | 11.19 | Recorde da temporada | 819    |
| 19      | 3       | 6    | Florian Geffrouais   | França        | 11.19 |                      | 819    |
| 22      | 3       | 5    | Jonas Fringeli       | Suíça         | 11.22 |                      | 812    |
| 23      | 1       | 4    | Vasiliy Kharlamov    | Rússia        | 11.27 | Recorde da temporada | 801    |
| 24      | 1       | 5    | Mikalai Shubianok    | Bielorrússia  | 11.34 | Recorde da temporada | 786    |
| 25      | 1       | 2    | Tarmo Riitmuru       | Estónia       | 11.50 |                      | 753    |
| 26      | 1       | 7    | Marcus Nilsson       | Suécia        | 11.53 |                      | 746    |

### Salto em distância
| Posição | Grupo | Atleta               | Nacionalidade | #1   | #2   | #3   | Resultados | Notas                | Pontos |
| ------- | ----- | -------------------- | ------------- | ---- | ---- | ---- | ---------- | -------------------- | ------ |
| 1       | B     | Gaël Quérin          | França        | 7.17 | 7.18 | 7.56 | 7.56       | Recorde pessoal      | 950    |
| 2       | A     | Oleksiy Kasyanov     | Ucrânia       | 7.14 | 7.39 | 7.49 | 7.49       |                      | 932    |
| 3       | B     | Roman Šebrle         | Chéquia       | 7.32 | 7.43 | 7.21 | 7.43       | Recorde da temporada | 918    |
| 4       | A     | Mihail Dudaš         | Sérvia        | 7.05 | 7.36 | 7.21 | 7.36       |                      | 900    |
| 5       | B     | Einar Daði Lárusson  | Islândia      | 6.96 | 7.33 | 5.61 | 7.33       |                      | 893    |
| 6       | B     | Ilya Shkurenyov      | Rússia        | 7.10 | 7.32 | 7.28 | 7.32       |                      | 891    |
| 7       | B     | Adam Helcelet        | Chéquia       | 7.12 | 7.21 | 7.30 | 7.30       |                      | 886    |
| 8       | B     | Norman Müller        | Alemanha      | 7.07 | 7.15 | 7.24 | 7.24       |                      | 871    |
| 9       | B     | Vasiliy Kharlamov    | Rússia        | 7.02 | x    | 7.22 | 7.22       |                      | 866    |
| 10      | B     | Björn Barrefors      | Suécia        | 6.75 | x    | 7.17 | 7.17       |                      | 854    |
| 11      | B     | Artem Lukyanenko     | Rússia        | 6.69 | 7.16 | 6.69 | 7.16       |                      | 852    |
| 12      | A     | Pascal Behrenbruch   | Alemanha      | 6.90 | 6.96 | 7.15 | 7.15       | Recorde da temporada | 850    |
| 13      | A     | Dominik Distelberger | Áustria       | 7.14 | x    | 7.00 | 7.14       | Recorde da temporada | 847    |
| 14      | B     | Cédric Nolf          | Bélgica       | 6.53 | 7.13 | x    | 7.13       |                      | 845    |
| 15      | B     | Ashley Bryant        | Grã-Bretanha  | 6.96 | 7.12 | 7.06 | 7.12       |                      | 842    |
| 16      | A     | Mikalai Shubianok    | Bielorrússia  | 6.82 | 6.89 | 7.08 | 7.08       | Recorde da temporada | 833    |
| 17      | A     | Jonas Fringeli       | Suíça         | 7.04 | x    | x    | 7.04       | Recorde pessoal      | 823    |
| 18      | A     | Petter Olson         | Suécia        | 6.88 | 7.04 | x    | 7.04       | Recorde da temporada | 823    |
| 19      | A     | Pelle Rietveld       | Países Baixos | 7.02 | –    | –    | 7.02       |                      | 818    |
| 20      | A     | Sami Itani           | Finlândia     | 6.60 | 6.84 | 6.72 | 6.84       |                      | 776    |
| 21      | B     | Mathias Brugger      | Alemanha      | x    | x    | 6.81 | 6.81       |                      | 769    |
| 22      | A     | Tarmo Riitmuru       | Estónia       | 6.80 | 6.59 | 6.78 | 6.80       |                      | 767    |
| 23      | A     | Marcus Nilsson       | Suécia        | 6.31 | 6.60 | x    | 6.60       |                      | 720    |
| 24      | A     | Igor Šarčević        | Sérvia        | 6.50 | 6.54 | x    | 6.54       |                      | 707    |
| 25      | A     | Florian Geffrouais   | França        | x    | x    | x    | NM         |                      | 0      |
| 25      | B     | Kevin Mayer          | França        | x    | x    | x    | NM         |                      | 0      |

### Arremesso de peso
| Posição | Grupo | Atleta               | Nacionalidade | #1    | #2    | #3    | Resultados | Notas                | Pontos |
| ------- | ----- | -------------------- | ------------- | ----- | ----- | ----- | ---------- | -------------------- | ------ |
| 1       | B     | Pascal Behrenbruch   | Alemanha      | 16.89 | –     | –     | 16.89      | Recorde pessoal      | 906    |
| 2       | B     | Mikalai Shubianok    | Bielorrússia  | x     | 14.92 | 15.37 | 15.37      | Recorde pessoal      | 812    |
| 3       | B     | Norman Müller        | Alemanha      | 13.31 | 14.20 | 14.88 | 14.88      | Recorde da temporada | 782    |
| 4       | B     | Igor Šarčević        | Sérvia        | 14.86 | 14.59 | x     | 14.86      | Recorde pessoal      | 781    |
| 5       | B     | Roman Šebrle         | Chéquia       | 14.27 | x     | 14.65 | 14.65      |                      | 768    |
| 6       | B     | Vasiliy Kharlamov    | Rússia        | x     | 14.55 | x     | 14.55      |                      | 762    |
| 7       | A     | Oleksiy Kasyanov     | Ucrânia       | 14.00 | 13.74 | 14.38 | 14.38      |                      | 752    |
| 8       | B     | Florian Geffrouais   | França        | 13.93 | x     | 14.31 | 14.31      |                      | 747    |
| 9       | B     | Artem Lukyanenko     | Rússia        | 14.18 | x     | 14.02 | 14.18      |                      | 739    |
| 10      | B     | Sami Itani           | Finlândia     | 13.68 | 13.27 | 14.07 | 14.07      |                      | 733    |
| 11      | B     | Adam Helcelet        | Chéquia       | 12.12 | x     | 13.99 | 13.99      |                      | 728    |
| 12      | A     | Mathias Brugger      | Alemanha      | 13.58 | x     | 13.95 | 13.95      | Recorde da temporada | 725    |
| 13      | A     | Tarmo Riitmuru       | Estónia       | 13.75 | 13.69 | x     | 13.75      | Recorde pessoal      | 713    |
| 14      | A     | Einar Daði Lárusson  | Islândia      | 12.16 | 12.44 | 13.65 | 13.65      | Recorde pessoal      | 707    |
| 15      | A     | Mihail Dudaš         | Sérvia        | 12.66 | 13.64 | x     | 13.64      |                      | 706    |
| 16      | B     | Marcus Nilsson       | Suécia        | 13.24 | x     | 13.63 | 13.63      |                      | 706    |
| 17      | A     | Petter Olson         | Suécia        | 13.40 | x     | 12.79 | 13.40      |                      | 692    |
| 18      | A     | Jonas Fringeli       | Suíça         | 13.06 | 13.28 | x     | 13.28      | Recorde pessoal      | 684    |
| 19      | A     | Ilya Shkurenyov      | Rússia        | 12.44 | 12.77 | 13.16 | 13.16      |                      | 677    |
| 20      | A     | Ashley Bryant        | Grã-Bretanha  | x     | 12.33 | 13.08 | 13.08      |                      | 672    |
| 21      | A     | Cédric Nolf          | Bélgica       | 12.13 | 13.07 | 12.35 | 13.07      |                      | 672    |
| 22      | A     | Björn Barrefors      | Suécia        | 12.67 | 13.06 | x     | 13.06      |                      | 671    |
| 23      | A     | Gaël Quérin          | França        | 12.28 | 13.05 | 12.40 | 13.05      | Recorde da temporada | 670    |
| 24      | B     | Kevin Mayer          | França        | 12.25 | –     | –     | 12.25      |                      | 622    |
| 25      | A     | Dominik Distelberger | Áustria       | 11.12 | x     | 11.22 | 11.22      |                      | 559    |
| 26      | B     | Pelle Rietveld       | Países Baixos |       |       |       | DNS        |                      | DNF    |

### Salto em altura
| Posição | Grupo | Atleta               | Nacionalidade | 1.73 | 1.76 | 1.79 | 1.82 | 1.85 | 1.88 | 1.91 | 1.94 | 1.97 | 2.00 | 2.03 | 2.06 | 2.09 | Resultados | Notas                | Pontos |
| ------- | ----- | -------------------- | ------------- | ---- | ---- | ---- | ---- | ---- | ---- | ---- | ---- | ---- | ---- | ---- | ---- | ---- | ---------- | -------------------- | ------ |
| 1       | B     | Ilya Shkurenyov      | Rússia        | –    | –    | –    | –    | –    | –    | xo   | o    | o    | xo   | o    | xxo  | xxx  | 2.06       | =                    | 859    |
| 2       | B     | Adam Helcelet        | Chéquia       | –    | –    | –    | –    | –    | –    | o    | –    | o    | xo   | xxo  | xxx  |      | 2.03       |                      | 831    |
| 3       | B     | Sami Itani           | Finlândia     | –    | –    | –    | –    | –    | –    | o    | –    | o    | o    | xxx  |      |      | 2.00       |                      | 803    |
| 3       | B     | Einar Daði Lárusson  | Islândia      | –    | –    | –    | –    | –    | o    | –    | o    | o    | o    | xxx  |      |      | 2.00       |                      | 803    |
| 3       | B     | Roman Šebrle         | Chéquia       | –    | –    | –    | –    | –    | –    | –    | o    | –    | o    | xxx  |      |      | 2.00       |                      | 803    |
| 3       | B     | Mikalai Shubianok    | Bielorrússia  | –    | –    | –    | –    | –    | –    | o    | –    | o    | o    | xxx  |      |      | 2.00       |                      | 803    |
| 7       | A     | Oleksiy Kasyanov     | Ucrânia       | –    | –    | –    | –    | –    | –    | o    | o    | o    | xo   | xxx  |      |      | 2.00       |                      | 803    |
| 8       | A     | Norman Müller        | Alemanha      | –    | –    | –    | –    | –    | –    | xo   | –    | xxo  | xo   | xxx  |      |      | 2.00       | =                    | 803    |
| 9       | B     | Pascal Behrenbruch   | Alemanha      | –    | –    | –    | –    | o    | –    | o    | o    | o    | xxx  |      |      |      | 1.97       |                      | 776    |
| 9       | A     | Gaël Quérin          | França        | –    | –    | –    | –    | o    | o    | o    | o    | o    | xxx  |      |      |      | 1.97       |                      | 776    |
| 11      | A     | Jonas Fringeli       | Suíça         | –    | –    | –    | –    | o    | o    | xo   | o    | o    | xxx  |      |      |      | 1.97       |                      | 776    |
| 12      | A     | Mihail Dudaš         | Sérvia        | –    | –    | –    | –    | xo   | –    | xo   | xo   | o    | xxx  |      |      |      | 1.97       |                      | 776    |
| 13      | A     | Tarmo Riitmuru       | Estónia       | –    | –    | –    | –    | –    | o    | o    | o    | xo   | xxx  |      |      |      | 1.97       |                      | 776    |
| 14      | B     | Mathias Brugger      | Alemanha      | –    | –    | –    | –    | –    | –    | o    | –    | xxo  | xxx  |      |      |      | 1.97       |                      | 776    |
| 14      | B     | Artem Lukyanenko     | Rússia        | –    | –    | –    | –    | –    | –    | o    | o    | xxo  | xxx  |      |      |      | 1.97       |                      | 776    |
| 16      | B     | Björn Barrefors      | Suécia        | –    | –    | –    | –    | –    | –    | o    | xxo  | xxo  | xxx  |      |      |      | 1.97       |                      | 776    |
| 17      | A     | Petter Olson         | Suécia        | –    | –    | –    | o    | o    | o    | o    | o    | xxx  |      |      |      |      | 1.94       | Recorde da temporada | 749    |
| 18      | A     | Vasiliy Kharlamov    | Rússia        | –    | –    | –    | xo   | o    | xo   | xxo  | xxx  |      |      |      |      |      | 1.91       |                      | 723    |
| 19      | A     | Cédric Nolf          | Bélgica       | –    | o    | –    | o    | o    | o    | xxx  |      |      |      |      |      |      | 1.88       | =                    | 696    |
| 19      | B     | Marcus Nilsson       | Suécia        | –    | –    | o    | –    | o    | o    | xxx  |      |      |      |      |      |      | 1.88       |                      | 696    |
| 21      | A     | Dominik Distelberger | Áustria       | –    | o    | o    | o    | o    | xo   | xxx  |      |      |      |      |      |      | 1.88       | =                    | 696    |
| 22      | A     | Ashley Bryant        | Grã-Bretanha  | o    | o    | o    | xo   | xxo  | o    | xxx  |      |      |      |      |      |      | 1.88       | Recorde da temporada | 696    |
| 23      | A     | Florian Geffrouais   | França        |      |      |      |      |      |      |      |      |      |      |      |      |      | DNS        |                      |        |
| 23      | A     | Pelle Rietveld       | Países Baixos |      |      |      |      |      |      |      |      |      |      |      |      |      | DNS        |                      |        |
| 23      | B     | Kevin Mayer          | França        |      |      |      |      |      |      |      |      |      |      |      |      |      | DNS        |                      |        |
| 23      | B     | Igor Šarčević        | Sérvia        |      |      |      |      |      |      |      |      |      |      |      |      |      | DNS        |                      |        |

### 400 metros
| Posição | Bateria | Raia | Atleta               | Nacionalidade | Tempo | Notas                | Pontos |
| ------- | ------- | ---- | -------------------- | ------------- | ----- | -------------------- | ------ |
| 1       | 1       | 5    | Mihail Dudaš         | Sérvia        | 48.02 |                      | 908    |
| 2       | 1       | 2    | Oleksiy Kasyanov     | Ucrânia       | 48.07 |                      | 906    |
| 3       | 3       | 1    | Gaël Quérin          | França        | 48.20 | Recorde da temporada | 899    |
| 4       | 2       | 4    | Dominik Distelberger | Áustria       | 48.52 | Recorde da temporada | 884    |
| 5       | 3       | 8    | Pascal Behrenbruch   | Alemanha      | 48.54 | Recorde da temporada | 883    |
| 6       | 2       | 6    | Norman Müller        | Alemanha      | 48.74 | Recorde da temporada | 874    |
| 7       | 3       | 4    | Jonas Fringeli       | Suíça         | 48.75 |                      | 873    |
| 8       | 3       | 6    | Mathias Brugger      | Alemanha      | 48.84 |                      | 869    |
| 9       | 3       | 7    | Petter Olson         | Suécia        | 49.01 |                      | 861    |
| 10      | 3       | 2    | Einar Daði Lárusson  | Islândia      | 49.07 | Recorde da temporada | 858    |
| 11      | 3       | 5    | Ashley Bryant        | Grã-Bretanha  | 49.29 |                      | 848    |
| 12      | 2       | 7    | Artem Lukyanenko     | Rússia        | 49.42 | Recorde da temporada | 842    |
| 13      | 2       | 3    | Cédric Nolf          | Bélgica       | 49.74 | Recorde pessoal      | 827    |
| 14      | 1       | 4    | Roman Šebrle         | Chéquia       | 49.87 | Recorde da temporada | 821    |
| 15      | 2       | 5    | Björn Barrefors      | Suécia        | 49.90 | Recorde da temporada | 819    |
| 16      | 2       | 1    | Ilya Shkurenyov      | Rússia        | 49.92 | Recorde da temporada | 818    |
| 17      | 2       | 8    | Marcus Nilsson       | Suécia        | 49.94 |                      | 817    |
| 18      | 3       | 3    | Adam Helcelet        | Chéquia       | 49.98 |                      | 816    |
| 19      | 1       | 3    | Sami Itani           | Finlândia     | 50.01 | Recorde pessoal      | 814    |
| 20      | 1       | 7    | Mikalai Shubianok    | Bielorrússia  | 50.27 | Recorde da temporada | 802    |
| 21      | 1       | 6    | Tarmo Riitmuru       | Estónia       | 51.51 |                      | 746    |
| 22      | 2       | 2    | Vasiliy Kharlamov    | Rússia        | DNS   |                      |        |

### 110 metros com barreiras
| Posição | Bateria | Raia | Atleta               | Nacionalidade | Tempo | Notas                | Pontos |
| ------- | ------- | ---- | -------------------- | ------------- | ----- | -------------------- | ------ |
| 1       | 3       | 7    | Pascal Behrenbruch   | Alemanha      | 14.16 | Recorde da temporada | 954    |
| 2       | 3       | 1    | Oleksiy Kasyanov     | Ucrânia       | 14.23 |                      | 945    |
| 3       | 3       | 3    | Adam Helcelet        | Chéquia       | 14.24 |                      | 944    |
| 3       | 3       | 5    | Ilya Shkurenyov      | Rússia        | 14.24 | Recorde pessoal      | 944    |
| 5       | 2       | 6    | Gaël Quérin          | França        | 14.37 | Recorde da temporada | 927    |
| 6       | 2       | 8    | Roman Šebrle         | Chéquia       | 14.45 | Recorde da temporada | 917    |
| 7       | 1       | 7    | Mikalai Shubianok    | Bielorrússia  | 14.57 | Recorde da temporada | 902    |
| 8       | 2       | 5    | Dominik Distelberger | Áustria       | 14.61 | Recorde da temporada | 897    |
| 9       | 2       | 4    | Petter Olson         | Suécia        | 14.63 |                      | 895    |
| 10      | 3       | 4    | Jonas Fringeli       | Suíça         | 14.64 |                      | 894    |
| 11      | 3       | 6    | Artem Lukyanenko     | Rússia        | 14.66 |                      | 891    |
| 12      | 2       | 3    | Einar Daði Lárusson  | Islândia      | 14.72 |                      | 884    |
| 13      | 3       | 2    | Ashley Bryant        | Grã-Bretanha  | 14.74 |                      | 881    |
| 14      | 1       | 2    | Tarmo Riitmuru       | Estónia       | 14.78 |                      | 876    |
| 14      | 1       | 5    | Mihail Dudaš         | Sérvia        | 14.78 | Recorde pessoal      | 876    |
| 16      | 2       | 1    | Cédric Nolf          | Bélgica       | 14.79 |                      | 875    |
| 17      | 1       | 3    | Norman Müller        | Alemanha      | 14.83 | Recorde da temporada | 870    |
| 17      | 3       | 8    | Björn Barrefors      | Suécia        | 14.83 |                      | 870    |
| 19      | 2       | 7    | Sami Itani           | Finlândia     | 14.89 |                      | 863    |
| 20      | 2       | 2    | Mathias Brugger      | Alemanha      | 15.07 |                      | 841    |
| 21      | 1       | 6    | Marcus Nilsson       | Suécia        | 16.95 |                      | 629    |
| 22      | 1       | 4    | Vasiliy Kharlamov    | Rússia        | DNS   |                      |        |

### Arremesso de disco
| Posição | Grupo | Atleta               | Nacionalidade | #1    | #2    | #3    | Resultados | Notas                | Pontos |
| ------- | ----- | -------------------- | ------------- | ----- | ----- | ----- | ---------- | -------------------- | ------ |
| 1       | B     | Pascal Behrenbruch   | Alemanha      | 37.63 | 46.00 | 48.24 | 48.24      | Recorde pessoal      | 834    |
| 2       | B     | Oleksiy Kasyanov     | Ucrânia       | 47.75 | 47.40 | x     | 47.75      |                      | 824    |
| 3       | B     | Ilya Shkurenyov      | Rússia        | 42.63 | x     | 44.82 | 44.82      | Recorde pessoal      | 763    |
| 4       | B     | Roman Šebrle         | Chéquia       | 35.06 | 44.05 | 43.90 | 44.05      |                      | 747    |
| 5       | A     | Mikalai Shubianok    | Bielorrússia  | 43.80 | x     | x     | 43.80      |                      | 742    |
| 6       | A     | Mihail Dudaš         | Sérvia        | x     | 41.32 | 43.55 | 43.55      |                      | 737    |
| 7       | A     | Tarmo Riitmuru       | Estónia       | x     | 39.90 | 42.75 | 42.75      |                      | 721    |
| 8       | A     | Mathias Brugger      | Alemanha      | 40.67 | 41.99 | x     | 41.99      |                      | 705    |
| 9       | A     | Sami Itani           | Finlândia     | 40.23 | 41.20 | x     | 41.20      |                      | 689    |
| 10      | A     | Norman Müller        | Alemanha      | 39.97 | 39.46 | 41.12 | 41.12      | Recorde da temporada | 687    |
| 11      | A     | Marcus Nilsson       | Suécia        | 40.89 | 40.93 | 39.48 | 40.93      |                      | 683    |
| 12      | B     | Jonas Fringeli       | Suíça         | x     | x     | 40.80 | 40.80      | Recorde da temporada | 681    |
| 13      | B     | Gaël Quérin          | França        | x     | 34.38 | 40.32 | 40.32      |                      | 671    |
| 14      | B     | Ashley Bryant        | Grã-Bretanha  | 38.30 | 38.37 | 39.94 | 39.94      |                      | 663    |
| 15      | B     | Björn Barrefors      | Suécia        | 39.80 | 38.39 | x     | 39.80      |                      | 660    |
| 16      | B     | Petter Olson         | Suécia        | 38.82 | x     | 39.41 | 39.41      |                      | 653    |
| 17      | B     | Adam Helcelet        | Chéquia       | 38.82 | x     | 39.12 | 39.12      |                      | 647    |
| 18      | B     | Artem Lukyanenko     | Rússia        | 37.07 | 38.49 | x     | 38.49      |                      | 634    |
| 19      | A     | Dominik Distelberger | Áustria       | x     | 28.62 | 38.29 | 38.29      |                      | 630    |
| 20      | A     | Cédric Nolf          | Bélgica       | 37.90 | 36.79 | 37.75 | 37.90      |                      | 622    |
| 21      | A     | Einar Daði Lárusson  | Islândia      | 35.95 | x     | x     | 35.95      |                      | 583    |

### Salto com vara
| Posição | Grupo | Atleta               | Nacionalidade | 3.90 | 4.10 | 4.20 | 4.30 | 4.40 | 4.50 | 4.60 | 4.70 | 4.80 | 4.90 | 5.00 | 5.10 | 5.20 | 5.30 | Resultados | Notas                | Pontos |
| ------- | ----- | -------------------- | ------------- | ---- | ---- | ---- | ---- | ---- | ---- | ---- | ---- | ---- | ---- | ---- | ---- | ---- | ---- | ---------- | -------------------- | ------ |
| 1       | B     | Ilya Shkurenyov      | Rússia        | –    | –    | –    | –    | o    | –    | xo   | o    | o    | o    | o    | xo   | o    | xxx  | 5.20       | =                    | 972    |
| 2       | A     | Tarmo Riitmuru       | Estónia       | –    | –    | –    | –    | –    | –    | o    | –    | o    | xo   | xo   | xxx  |      |      | 5.00       |                      | 910    |
| 2       | B     | Pascal Behrenbruch   | Alemanha      | –    | –    | –    | –    | o    | –    | o    | o    | o    | xo   | xxo  | xxx  |      |      | 5.00       | Recorde pessoal      | 910    |
| 2       | B     | Gaël Quérin          | França        | –    | –    | –    | –    | –    | –    | xo   | –    | o    | o    | xxo  | xxx  |      |      | 5.00       | Recorde pessoal      | 910    |
| 5       | B     | Roman Šebrle         | Chéquia       | –    | –    | –    | –    | o    | –    | o    | xxo  | xo   | xo   | –    |      |      |      | 4.90       | Recorde da temporada | 880    |
| 5       | B     | Björn Barrefors      | Suécia        | –    | –    | –    | –    | o    | –    | o    | o    | xo   | xxo  | xxx  |      |      |      | 4.90       |                      | 880    |
| 7       | B     | Petter Olson         | Suécia        | –    | –    | –    | –    | o    | –    | o    | o    | o    | xxx  |      |      |      |      | 4.80       |                      | 849    |
| 7       | A     | Mihail Dudaš         | Sérvia        | –    | –    | –    | –    | –    | o    | –    | xxo  | o    | xxx  |      |      |      |      | 4.80       |                      | 849    |
| 7       | A     | Oleksiy Kasyanov     | Ucrânia       | –    | –    | –    | –    | –    | xo   | –    | o    | xo   | xxx  |      |      |      |      | 4.80       |                      | 849    |
| 7       | B     | Adam Helcelet        | Chéquia       | –    | –    | –    | o    | –    | xo   | o    | xo   | xo   | xxx  |      |      |      |      | 4.80       |                      | 849    |
| 7       | B     | Norman Müller        | Alemanha      | –    | –    | –    | –    | –    | xo   | –    | xxo  | xxo  | xxx  |      |      |      |      | 4.80       |                      | 849    |
| 12      | A     | Mikalai Shubianok    | Bielorrússia  | –    | –    | –    | –    | o    | o    | o    | o    | xxx  |      |      |      |      |      | 4.70       | =                    | 819    |
| 12      | A     | Dominik Distelberger | Áustria       | –    | –    | –    | –    | o    | –    | o    | xxo  | xxx  |      |      |      |      |      | 4.70       |                      | 819    |
| 14      | A     | Einar Daði Lárusson  | Islândia      | –    | –    | –    | xo   | o    | o    | o    | xxx  |      |      |      |      |      |      | 4.60       |                      | 790    |
| 14      | B     | Cédric Nolf          | Bélgica       | –    | –    | –    | –    | –    | xo   | o    | xxx  |      |      |      |      |      |      | 4.60       |                      | 790    |
| 14      | B     | Jonas Fringeli       | Suíça         | –    | –    | –    | o    | xo   | xxo  | o    | xxx  |      |      |      |      |      |      | 4.60       |                      | 790    |
| 17      | A     | Ashley Bryant        | Grã-Bretanha  | xo   | xo   | o    | xo   | xo   | o    | xxx  |      |      |      |      |      |      |      | 4.50       |                      | 760    |
| 18      | A     | Sami Itani           | Finlândia     | –    | o    | –    | xo   | xo   | xxx  |      |      |      |      |      |      |      |      | 4.40       | Recorde da temporada | 731    |
| 18      | B     | Marcus Nilsson       | Suécia        | –    | xxo  | –    | o    | xxo  | –    |      |      |      |      |      |      |      |      | 4.40       |                      | 731    |
| 20      | A     | Artem Lukyanenko     | Rússia        |      |      |      |      |      |      |      |      |      |      |      |      |      |      | DNS        |                      |        |
| 20      | A     | Vasiliy Kharlamov    | Rússia        |      |      |      |      |      |      |      |      |      |      |      |      |      |      | DNS        |                      |        |
| 20      | A     | Mathias Brugger      | Alemanha      |      |      |      |      |      |      |      |      |      |      |      |      |      |      | DNS        |                      |        |

### Lançamento de dardo
| Posição | Grupo | Atleta               | Nacionalidade | #1    | #2    | #3    | Resultados | Notas                | Pontos |
| ------- | ----- | -------------------- | ------------- | ----- | ----- | ----- | ---------- | -------------------- | ------ |
| 1       | B     | Pascal Behrenbruch   | Alemanha      | 67.45 | 64.45 | x     | 67.45      | Recorde da temporada | 851    |
| 2       | A     | Ashley Bryant        | Grã-Bretanha  | 66.71 | x     | 61.12 | 66.71      |                      | 839    |
| 3       | B     | Roman Šebrle         | Chéquia       | 60.98 | x     | 61.78 | 61.78      |                      | 765    |
| 4       | B     | Adam Helcelet        | Chéquia       | 61.66 | 57.24 | 59.47 | 61.66      |                      | 763    |
| 5       | A     | Mihail Dudaš         | Sérvia        | 59.12 | 59.38 | 59.98 | 59.98      | Recorde pessoal      | 738    |
| 6       | A     | Mikalai Shubianok    | Bielorrússia  | 57.24 | 53.80 | 58.51 | 58.51      | Recorde da temporada | 715    |
| 7       | B     | Ilya Shkurenyov      | Rússia        | 52.46 | 56.70 | 53.63 | 56.70      | Recorde da temporada | 688    |
| 8       | A     | Sami Itani           | Finlândia     | 51.51 | 56.65 | 54.64 | 56.65      | Recorde da temporada | 688    |
| 9       | A     | Petter Olson         | Suécia        | 56.26 | 52.73 | –     | 56.26      |                      | 682    |
| 10      | A     | Dominik Distelberger | Áustria       | 55.72 | 53.32 | 54.11 | 55.72      |                      | 674    |
| 11      | B     | Norman Müller        | Alemanha      | 55.41 | 51.02 | 52.60 | 55.41      |                      | 669    |
| 12      | B     | Tarmo Riitmuru       | Estónia       | 54.28 | x     | 54.81 | 54.81      |                      | 660    |
| 13      | A     | Marcus Nilsson       | Suécia        | 50.41 | 54.14 | 50.24 | 54.14      |                      | 650    |
| 14      | B     | Gaël Quérin          | França        | 50.97 | 53.60 | 49.06 | 53.60      |                      | 642    |
| 15      | B     | Oleksiy Kasyanov     | Ucrânia       | 52.36 | 52.37 | 51.65 | 52.37      |                      | 624    |
| 16      | A     | Einar Daði Lárusson  | Islândia      | 51.75 | 44.42 | 46.87 | 51.75      |                      | 615    |
| 17      | A     | Jonas Fringeli       | Suíça         | 51.33 | 47.80 | x     | 51.33      |                      | 608    |
| 18      | B     | Björn Barrefors      | Suécia        | 45.53 | 49.03 | x     | 49.03      |                      | 574    |
| 19      | A     | Cédric Nolf          | Bélgica       |       |       |       | DNS        |                      | 0      |

### 1500 metros
| Posição | Ordem | Atleta               | Nacionalidade | Resultados | Notas                | Pontos |
| ------- | ----- | -------------------- | ------------- | ---------- | -------------------- | ------ |
| 1       | 1     | Gaël Quérin          | França        | 4:17.29    |                      | 830    |
| 2       | 12    | Marcus Nilsson       | Suécia        | 4:23.79    |                      | 786    |
| 3       | 9     | Jonas Fringeli       | Suíça         | 4:24.93    |                      | 778    |
| 4       | 11    | Mihail Dudaš         | Sérvia        | 4:27.54    |                      | 761    |
| 5       | 17    | Norman Müller        | Alemanha      | 4:28.47    | Recorde da temporada | 755    |
| 6       | 15    | Ilya Shkurenyov      | Rússia        | 4:30.41    | Recorde pessoal      | 742    |
| 7       | 4     | Mikalai Shubianok    | Bielorrússia  | 4:31.56    | Recorde da temporada | 734    |
| 8       | 5     | Oleksiy Kasyanov     | Ucrânia       | 4:32.66    |                      | 727    |
| 9       | 7     | Tarmo Riitmuru       | Estónia       | 4:33.50    |                      | 722    |
| 10      | 19    | Pascal Behrenbruch   | Alemanha      | 4:34.02    | Recorde da temporada | 718    |
| 11      | 16    | Petter Olson         | Suécia        | 4:35.13    |                      | 711    |
| 12      | 8     | Dominik Distelberger | Áustria       | 4:37.05    |                      | 699    |
| 13      | 3     | Einar Daði Lárusson  | Islândia      | 4:39.38    |                      | 684    |
| 14      | 18    | Adam Helcelet        | Chéquia       | 4:42.55    | Recorde da temporada | 664    |
| 15      | 6     | Ashley Bryant        | Grã-Bretanha  | 4:49.16    |                      | 624    |
| 16      | 14    | Roman Šebrle         | Chéquia       | 4:50.74    |                      | 614    |
| 17      | 13    | Sami Itani           | Finlândia     | 4:53.28    | Recorde da temporada | 599    |
| 18      | 2     | Björn Barrefors      | Suécia        | 4:56.97    |                      | 577    |
| 19      | 10    | Cédric Nolf          | Bélgica       | DNS        |                      |        |

## Classificação final
| Posição           | Atleta               | Nacionalidade | Pontos | Notas                |
| ----------------- | -------------------- | ------------- | ------ | -------------------- |
| Medalha de ouro   | Pascal Behrenbruch   | Alemanha      | 8558   |                      |
| Medalha de prata  | Oleksiy Kasyanov     | Ucrânia       | 8321   |                      |
| Medalha de bronze | Ilya Shkurenyov      | Rússia        | 8219   | Recorde pessoal      |
| 4                 | Mihail Dudaš         | Sérvia        | 8154   | Recorde da temporada |
| 5                 | Gaël Quérin          | França        | 8098   | Recorde pessoal      |
| 6                 | Roman Šebrle         | Chéquia       | 8052   |                      |
| 7                 | Norman Müller        | Alemanha      | 8003   |                      |
| 8                 | Adam Helcelet        | Chéquia       | 7998   |                      |
| 9                 | Mikalai Shubianok    | Bielorrússia  | 7948   | Recorde da temporada |
| 10                | Petter Olson         | Suécia        | 7771   |                      |
| 11                | Jonas Fringeli       | Suíça         | 7719   |                      |
| 12                | Ashley Bryant        | Grã-Bretanha  | 7668   | Recorde pessoal      |
| 13                | Einar Daði Lárusson  | Islândia      | 7653   |                      |
| 14                | Tarmo Riitmuru       | Estónia       | 7644   |                      |
| 15                | Dominik Distelberger | Áustria       | 7611   | Recorde da temporada |
| 16                | Björn Barrefors      | Suécia        | 7537   |                      |
| 17                | Sami Itani           | Finlândia     | 7515   | Recorde da temporada |
| 18                | Marcus Nilsson       | Suécia        | 7164   |                      |
| 20                | Cédric Nolf          | Bélgica       | DNF    |                      |
| 20                | Artem Lukyanenko     | Rússia        | DNF    |                      |
| 20                | Mathias Brugger      | Alemanha      | DNF    |                      |
| 20                | Vasiliy Kharlamov    | Rússia        | DNF    |                      |
| 20                | Florian Geffrouais   | França        | DNF    |                      |
| 20                | Pelle Rietveld       | Países Baixos | DNF    |                      |
| 20                | Kevin Mayer          | França        | DNF    |                      |
| 20                | Igor Šarčević        | Sérvia        | DNF    |                      |

Legenda
| Recorde mundial       | Recorde mundial (World record)               |                       | Recorde africano                      | Recorde africano (African) |                                           | Q | Classificado por posição (Qualified) |
| Recorde do campeonato | Recorde do campeonato (Championship record)  | Recorde da América    | Recorde da América (Americas)         | q                          | Classificado por melhor tempo (Qualified) |   |                                      |
| Melhor marca do ano   | Melhor marca do ano (World leading)          | Recorde asiático      | Recorde asiático (Asian)              | DNS                        | Não largou (Did not start)                |   |                                      |
| Recorde nacional      | Recorde nacional (National record)           | Recorde europeu       | Recorde europeu (European)            | DNF                        | Não terminou (Did not finish)             |   |                                      |
| Recorde pessoal       | Recorde pessoal do atleta (Personal best)    | Recorde da Oceania    | Recorde da Oceania (Oceania)          | DSQ / DQ                   | Desclassificado (Disqualified)            |   |                                      |
| Recorde da temporada  | Recorde da temporada do atleta (Season best) | Recorde sul-americano | Recorde sul-americano (South America) | NM                         | Sem marca (No mark)                       |   |                                      |